# 格朗松上方丹
格朗松上方丹（法語：Fontaines-sur-Grandson）是瑞士联邦西部法语区的沃州下设的一个镇。在行政上属于沃州北汝拉区管辖。格朗松上方丹的总面积为7.85平方公里。截至2010年底，总人口为145。